# Tânio
Tânio é uma vila da comuna rural de Curi, na circunscrição de Iorosso, na região de Sicasso ao sul do Mali.

## História
Em 1891, enquanto Babemba e Queletigui estiveram ocupados em campanha, Tiebá (r. 1866–1893) foi diariamente atacado por uma coalizão de aldeias que Tânio participou. Ele estava invernando em Banensso, nas imediações.